# Zwerggroßohrblattnase

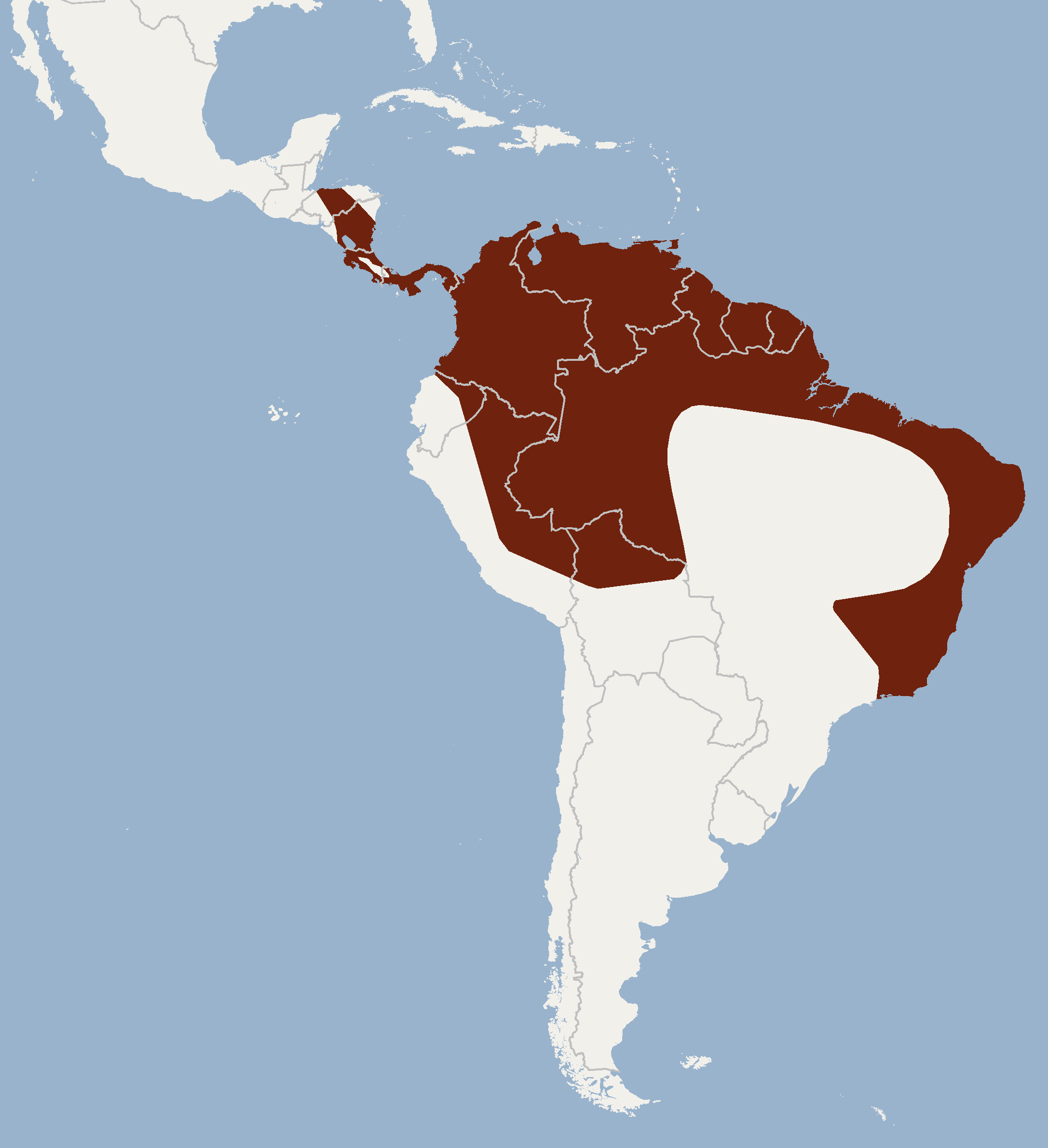
Verbreitungsgebiet (rot)

Die Zwerggroßohrblattnase (Micronycteris minuta) ist eine Fledermausart aus der Familie der Blattnasen (Phyllostomidae), welche in Zentral- und Südamerika beheimatet ist. 
Der griechische Gattungsname Micronycteris bedeutet „kleine Fledermaus“, der lateinische Artname minuta bezieht sich auf ihre kleine Körpergröße.

## Beschreibung
Die Zwerggroßohrblattnase ist eine kleine Fledermaus mit großen Ohren und einem kurzen spitzen Nasenblatt, welches typisch ist für die Familie der Blattnasen. Das Fell ist braun, wobei die Basis der Haare heller als die Spitze ist. Der Unterarm ist bis zur Hälfte dicht behaart. Die Flügel sind relativ kurz und breit, was die Art zu einem wendigen Flieger macht. Die Gesamtlänge der Zwerggroßohrblattnase beträgt 52–73 mm, die Unterarmlänge 31,3–36,8 mm und das Gewicht 6,5–8,5 g.
Die Ohren der Zwerggroßohrblattnase sind wie bei ihren Schwesterarten M. hirsuta und M. megalotis über ein schmales Band verbunden. Die Zwerggroßohrblattnase ist kleiner als die Haarige Großohrblattnase (M. hirsuta) (Unterarmlänge <38 mm im Vergleich zu >40 mm) und ähnlich groß wie M. megalotis. Sie besitzt im Gegensatz zu M. megalotis einen weißen Bauch, der Kalkar ist kürzer als der Fuß und das Band zwischen den Ohren weist eine tiefe Kerbe auf. Andere Arten der Gattung Micronycteris besitzen kein Band zwischen den Ohren und sollten daher nicht mit Micronycteris microtis zu verwechseln sein.

## Lebensweise
Die Zwerggroßohrblattnase kommt hauptsächlich im tropischen Regenwald vor, wurde jedoch auch schon in Sümpfen, in der Nähe von Plantagen und auf anders landwirtschaftlich genutzten Flächen gefangen. Die Art ist wie die meisten Fledermäuse nachtaktiv und ernährt sich von Insekten und anderen Arthropoden. Dabei wird selten fliegende Beute ergattert, sondern die Arthropoden von der Blattoberfläche aufgesammelt. Tagsüber hängen die Tiere allein oder in kleinen Gruppen an geschützten Plätzen, die sie mit anderen Fledermausarten wie zum Beispiel der der Großen Sackflügelfledermaus (Saccopteryx bilineata), Micronycteris megalotis, Platyrrhinus helleri und der Brillenblattnase (Carollia perspiciallata) teilen können. Die Paarung findet wahrscheinlich während des Beginns der Regenzeit statt. Jedes Weibchen bringt jeweils nur ein einzelnes Jungtier pro Wurf zur Welt.

## Verbreitung und Lebensraum
Die Zwerggroßohrblattnase kommt von Honduras bis Bolivien und den Süden Brasiliens vor. Die IUCN schätzt die Art dank ihrer weiten Verbreitung als ungefährdet ein.